# 梁二庄乡
梁二庄乡是中国河北省邯郸市邱县下辖的一个乡。

## 行政区划
梁二庄乡下辖东梁二庄村、西梁二庄村、东七方村、西七方村、东姚四头村、西姚四头村、坞头村、孟二庄村、焦路村、前郎二寨村、后郎二寨村、前小河套村、后小河套村、小候仲村、程二寨村、卢兴平村、靳兴平村、万兴平村、张庄村、霍赵屯村、东锚寨村、西锚寨村、郭吕庄村、刘段寨村、郝段寨村、谢里庄村、龚堡村、杜申寨村、李申寨村、徐申寨村、张河村。